# Silnik główny

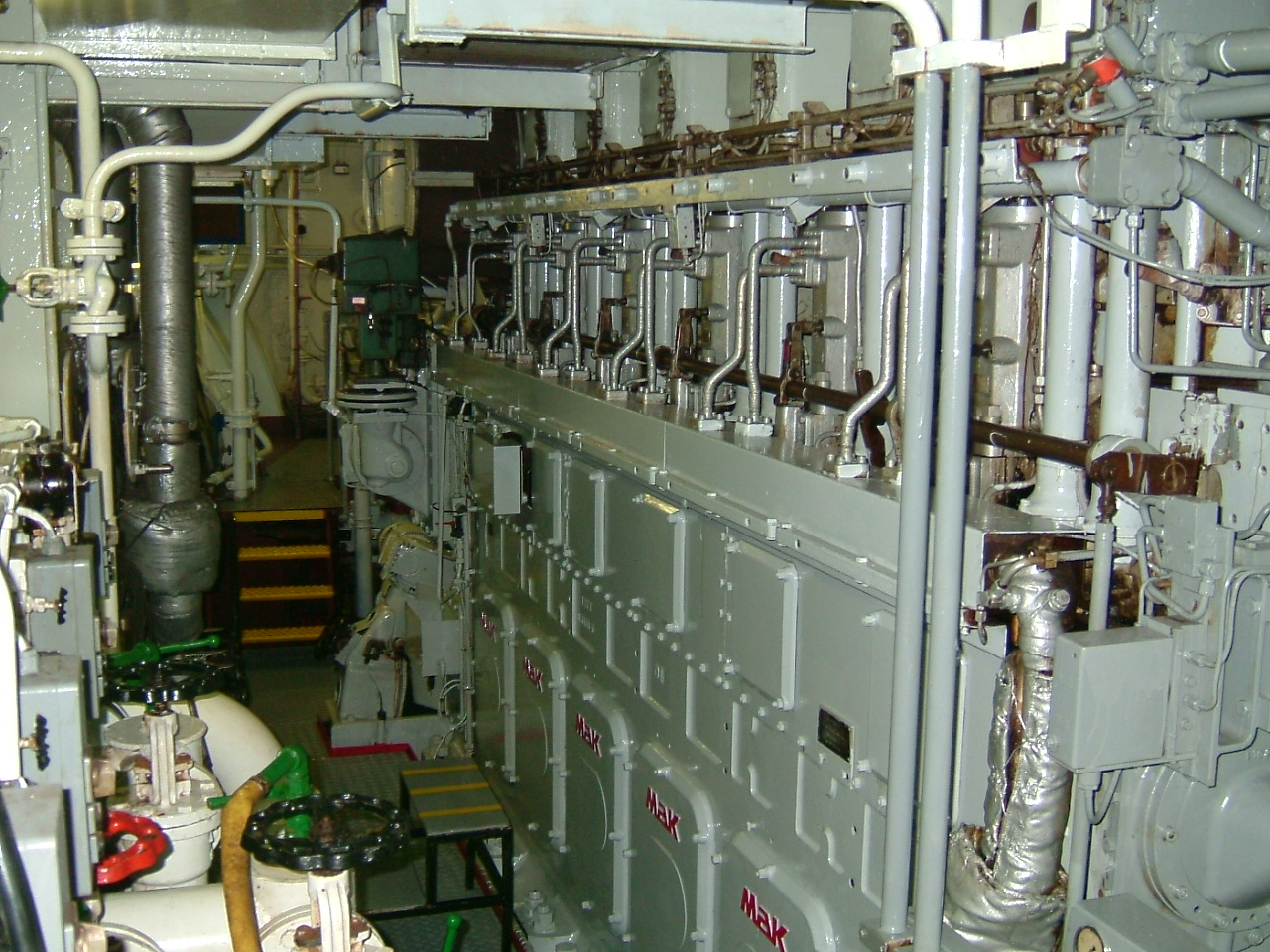
Silnik główny w siłowni małego statku towarowego

Silnik główny – główna jednostka napędowa statku (okrętu), maszyna przetwarzająca energię chemiczną zawartą w paliwie na energię mechaniczną. Energia ta wytworzona w silniku głównym przekazywana, jest następnie za pomocą wału do pędnika wodnego. W tym znaczeniu silnik główny określa jego przeznaczenie, czyli silnik do napędu jednostki pływającej.  Na niektórych statkach (częściej okrętach), może być wiele silników głównych. Z uwagi na jego podstawowe znaczenie dla bezpieczeństwa statku, musi być on niezawodny i spełniać wymagania przepisów towarzystw klasyfikacyjnych. Znajduje się wraz z niezbędną do jego działania infrastrukturą w pomieszczeniu siłowni (maszynowni) okrętowej.
Specyficznym rozwiązaniem jest zastosowanie do napędu silnika elektrycznego. Z uwagi na to, że silnik ten współpracuje w ramach siłowni spalinowo – elektrycznej lub parowo elektrycznej z silnikami cieplnymi, de facto nie jest on silnikiem głównym tylko częścią tego układu.

## Silniki główne parowe
Pojęcie silnika głównego pojawiło się wraz z zastosowaniem w XIX wieku do napędu statków rzecznych oraz żaglowców (początkowo jako napęd pomocniczy) maszyny parowej. Era tego silnika zakończyła się w latach 40. XX wieku. Ostatnie konstrukcje były zasilane parą przegrzaną o temperaturze 330 °C i ciśnieniu 16 atm. zastosowanie w 1897 roku do napędu statków turbiny parowej, znacznie poprawiło wydajność i moc napędu sprawiło też, że podniosły się parametry zasilającej pary (ekonomiczność napędu). Przez większą część XX wieku turbina parowa była stosowana wszędzie tam, gdzie wymagano dużych mocy i prędkości. Stosowano je na średnich i dużych okrętach wojennych, transatlantykach, dużych i szybkich statkach towarowych. Po zastosowaniu w żegludze reaktora jądrowego okazało się, że w tym wypadku nie ma dla niej alternatywy. Również na gazowcach przewożących LNG jest najczęściej spotykanym rodzajem silnika głównego. Do zasilania współczesnych turbin parowych stosuje się parę o temperaturze przekraczającej nawet 500 °C i ciśnieniu znacznie powyżej 100 atm. Jako główny napęd znalazły zastosowanie przede wszystkim turbiny parowe reakcyjne (Parsonsa). Z uwagi na to, że turbiny parowe obracają się tylko w jednym kierunku, w celu zapewnienia jednostce ruchu wstecz, część jej posiada stopień do pracy przy pływaniu do tylu (moc powyżej 20% nominalnej). Koniecznym jest też stosowanie przekładni redukcyjnych ze względu na ich bardzo dużą szybkość obrotową. Po zastosowaniu wszystkich współczesnych rozwiązań technologicznych oraz automatyki okrętowej, do dziś stosowana jest wszędzie, tam gdzie wymaga się olbrzymich mocy lub stosuje się napęd nuklearny.

## Silniki główne spalinowe

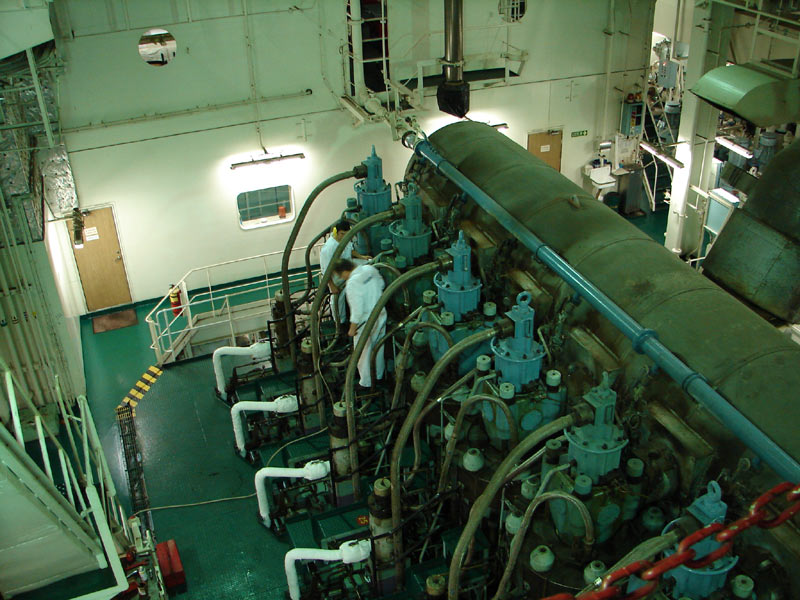
Silnik główny w siłowni supertankowca

Stosowane od początku XX wieku swój największy rozwój rozpoczęły po zakończeniu II wojny światowej. Kolejne kryzysy paliwowe spowodowały tylko ugruntowanie ich pozycji jako bardziej ekonomicznych od parowych. Bezsprzeczną zaletą ich było to, że przetwarzały bezpośrednio energię chemiczną zawartą w paliwie na energię mechaniczną. Początkowo stosowano wszystkie rodzaje silników tłokowych m.in. silniki benzynowe były stosowane na okrętach podwodnych w I wojnie światowej, kutrach torpedowych obu wojen. Z chwilą zastosowania turbiny gazowej, praktycznie zastosowanie mają dziś jedynie: silniki wysokoprężne oraz wcześniej wymienione turbiny gazowe.

### Silniki główne wysokoprężne

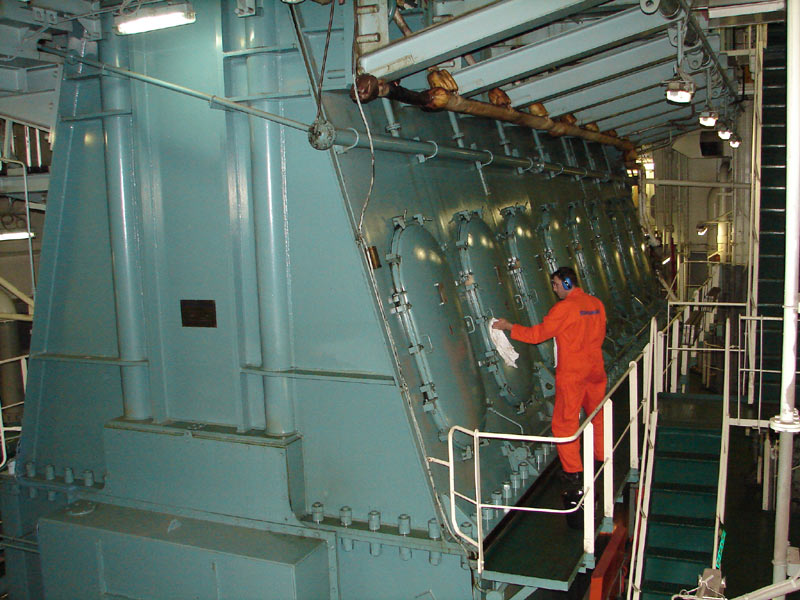
Ten sam silnik kilka pokładów niżej

Stosowane na statkach i okrętach silniki wysokoprężne dzieli się ze względu na obroty:
- silniki wolnoobrotowe do 500 obrotów/min
- silniki średnioobrotowe 500 – 1500 (1200) obrotów/min
- silniki szybkoobrotowe powyżej 1500 obrotów/min

Silniki wolnoobrotowe stosowane są przede wszystkim na statkach handlowych, sporadycznie na okrętach (okręty pomocnicze). Ich zaletami są: duża ekonomiczność, małe wymagania dotyczące paliwa, napęd bezpośredni (bez przekładni) na śrubę. Silniki te są duże i pozwalają na osiąganie średnich prędkości podróżnych. Wszędzie tam gdzie wymaga się większej prędkości eksploatacyjnej lub niecelowe (niemożliwe) jest budowanie dużych maszynowni, stosuje się silniki średnioobrotowe. W tym wypadku silniki tego typu są stosowane jednakowo chętnie w marynarce handlowej, jak i w marynarce wojennej. W przypadku silników wysokoobrotowych sytuacja wygląda zupełnie odwrotnie, są one najczęściej stosowane w marynarce wojennej. Kosztem ekonomiczności uzyskuje się bardzo duży współczynnik mocy przypadający na jednostkę wagi (objętości).

### Turbiny gazowe
Zastosowano po raz pierwszy w 1947 roku do napędu kutrów torpedowych. Dawały bardzo dużą moc przy niewielkiej masie i wymiarach. Początkowo "marynizowano" istniejące turbiny lotnicze, potem na okrętach stosowano już specjalnie dla nich konstruowano turbiny morskie. Służyły do osiągania prędkości maksymalnych, prędkość marszową zapewniały ekonomiczne silniki wysokoprężne. Wraz przełamywaniem kolejnych barier technologicznych oraz wzrastającym doświadczeniem przy ich budowie i eksploatacji, można było skonstruować turbiny gazowe uniwersalne, czy też prędkości ekonomicznej. Wcześniej wymienione cechy oraz niezawodność i prosta budowa turbin gazowych, spowodowała ich duże rozpowszechnienie na okrętach wojennych. Na statkach jednak nie znalazły zastosowania poza nielicznymi wyjątkami (MF Finjet, niektóre promy klasy HSC).